# Matt Taylor (Brits voetballer, 1982)
Matthew James (Matt) Taylor (Chorley, 30 januari 1982) is een Engels voetbalcoach en voormalig voetballer.